# Brain (Côte-d’Or)
Brain ist eine französische Gemeinde mit 35 Einwohnern (Stand 1. Januar 2022) im Département Côte-d’Or in der Region Bourgogne-Franche-Comté. Sie gehört zum Kanton Semur-en-Auxois und zum Arrondissement Montbard.
Sie grenzt im Norden und im Nordosten an La Roche-Vanneau, im Südosten an Villeferry, im Südwesten an Arnay-sous-Vitteaux und im Westen an Marigny-le-Cahouët.

## Bevölkerungsentwicklung
| Jahr                       | 1962 | 1968 | 1975 | 1982 | 1990 | 1999 | 2008 | 2015 |
| -------------------------- | ---- | ---- | ---- | ---- | ---- | ---- | ---- | ---- |
| Einwohner                  | 56   | 42   | 30   | 40   | 35   | 23   | 28   | 34   |
| Quellen: Cassini und INSEE |      |      |      |      |      |      |      |      |

## Sehenswürdigkeiten

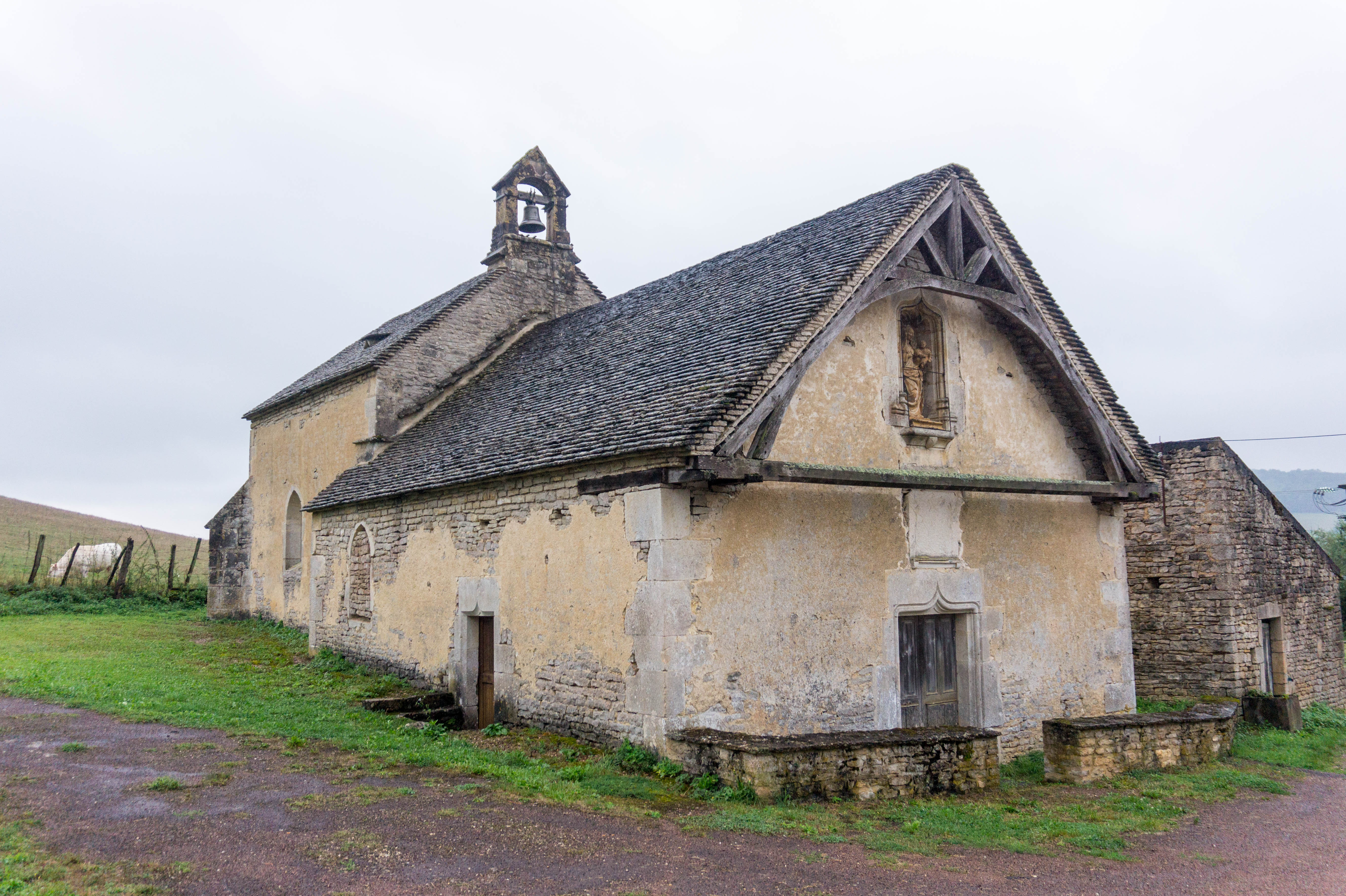
Kapelle Saint-Claude, Monument historique seit 1939
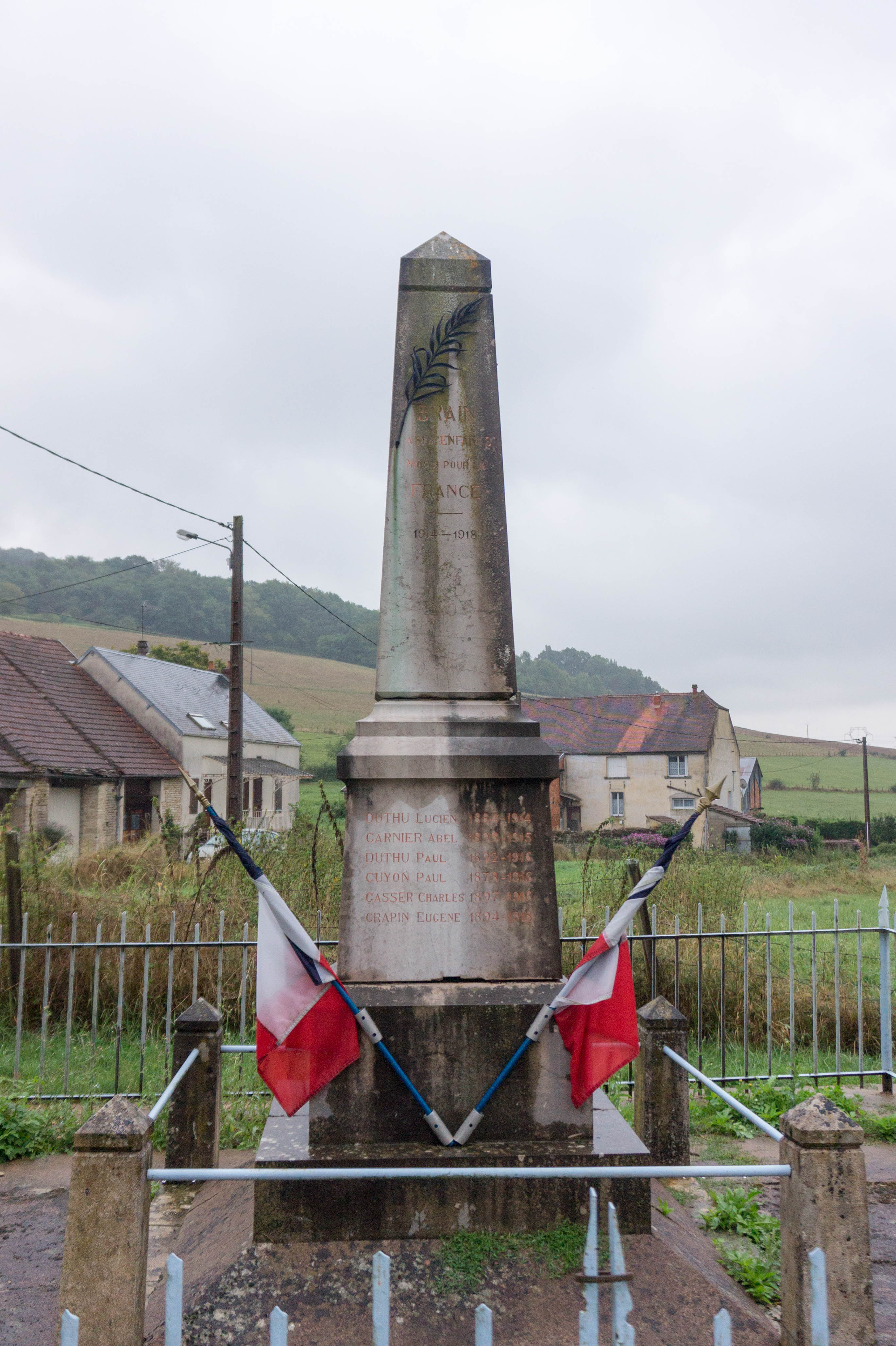
Kriegerdenkmal